# Echipa națională de handbal feminin a Greciei
Echipa feminină de handbal a Greciei este echipa națională care reprezintă Grecia în competițiile interțări oficiale sau amicale de handbal feminin.

## Palmares
Trofeul Challenge IHF/EHF
- medalie de argint în 2002
- medalie de bronz în 2014

## Rezultate

### Rezultate olimpice
Până în prezent, echipa națională de handbal feminin a Greciei nu s-a calificat decât la un turneu olimpic.
| An   | Poziție          |
| ---- | ---------------- |
| 2020 | Nu s-a calificat |
| 2016 | Nu s-a calificat |
| 2012 | Nu s-a calificat |
| 2008 | Nu s-a calificat |
| 2004 | Locul 10         |
| 2000 | Nu s-a calificat |
| 1996 | Nu s-a calificat |
| 1992 | Nu s-a calificat |
| 1988 | Nu s-a calificat |
| 1984 | Nu s-a calificat |
| 1980 | Nu s-a calificat |
| 1976 | Nu s-a calificat |

### Rezultate la Jocurile Mediteraneene
| An                            | Poziție          |
| ----------------------------- | ---------------- |
| Aïn El Turk, Bir El Djir 2022 | Nu s-a calificat |
| El Vendrell, Tarragona 2018   | locul 9          |
| Mersin 2013                   | Nu s-a calificat |
| Pescara 2009                  | locul 9          |
| Almería 2005                  | locul 8          |
| Tunis 2001                    | locul 8          |
| Bari 1997                     | Nu s-a calificat |
| Languedoc-Roussillon 1993     | Nu s-a calificat |
| Atena 1991                    | locul 5          |
| Latakia 1987                  | Nu s-a calificat |
| Casablanca 1983               | Turneu anulat    |
| Split 1979                    | Nu s-a calificat |

## Rezultate

### Rezultate la Trofeul Challenge IHF/EHF
Conform paginii oficiale a EHF:
| An   | Poziție           |
| ---- | ----------------- |
| 2014 | Medalie de bronz  |
| 2012 | Nu s-a calificat  |
| 2010 | Nu s-a calificat  |
| 2008 | Nu s-a calificat  |
| 2006 | Nu s-a calificat  |
| 2004 | Nu s-a calificat  |
| 2002 | Medalie de argint |
| 2000 | Nu s-a calificat  |

#### Handbaliste în All-Star Team la Trofeul Challenge IHF/EHF
Lena Mourne (cel mai bun intermediar stâng, 2014), Ariadni Masmanisou (cel mai bun pivot, 2014), Lamprini Tsàkalou (cel mai bun apărător, 2014)

## Echipa

### Componența
Lotul convocat de antrenorul Panagiotis Messinis pentru calificările la Campionatul European de Handbal Feminin din 2022:
| Nr. | Post            | Nume                     | Data nașterii (vârsta) | Înălțime | Selecții | Goluri | Echipă        |
| --- | --------------- | ------------------------ | ---------------------- | -------- | -------- | ------ | ------------- |
| 1   | Portar          | Magdalini Kepesidou      | 21 aprilie 1997        | 1,78 m   | 24       | 2      | OF Nea Ionia  |
| 2   | Centru          | Maria Chatziparasidou    | 6 iunie 1995           | 1,69 m   | 19       | 59     | A.C. PAOK     |
| 6   | Extremă dreapta | Vaia Amvrosiadou         | 11 mai 2003            | 1,74 m   | 7        | 23     | A.C. PAOK     |
| 8   | Extremă dreapta | Vasiliki Gkatziou        | 8 octombrie 1997       | 1,68 m   | 18       | 38     | C.B. Remudas  |
| 12  | Portar          | Aliki Makri              | 7 aprilie 1998         | 1,75 m   | 8        | 0      | O.F.N. Ionias |
| 13  | Centru          | Aikaterini Koukmisi      | 13 septembrie 2000     | 1,75 m   | 8        | 3      | AESX Pylaia   |
| 14  | Pivot           | Ioanna Christopoulou     | 7 august 2001          | 1,77 m   | 7        | 2      | GAS Kamatero  |
| 17  | Pivot           | Angeliki Karela          | 17 iulie 1991          | 1,70 m   | 12       | 7      | OF Nea Ionia  |
| 18  | Centru          | Nikolina Kepesidou       | 18 ianuarie 2002       | 1,77 m   | 11       | 27     | O.F.N. Ionias |
| 20  | Centru          | Olympia Andritsou        | 8 ianuarie 1998        | 1,66 m   | 20       | 38     | OF Nea Ionia  |
| 25  | Inter dreapta   | Athina Kostopoulou       | 30 decembrie 1995      | 1,63 m   | 12       | 11     | AESX Pylaia   |
| 26  | Inter dreapta   | Eleni-Ioanna Kerlidi     | 23 octombrie 2000      | 1,78 m   | 8        | 3      | AESX Pylaia   |
| 27  | Inter dreapta   | Despoina Fragkou         | 18 mai 1999            | 1,78 m   | 13       | 13     | OF Nea Ionia  |
| 30  | Portar          | Soumela Koutsimani       | 13 martie 2002         | 1,80 m   | 0        | 0      | AEP Panorama  |
| 33  | Inter dreapta   | Panagiota Argyropoulou   | 16 iunie 1998          | 1,74 m   | 17       | 11     | A.C. PAOK     |
| 40  | Portar          | Athina Kaprinioti        | 25 septembrie 2004     | 1,80 m   | 3        | 0      | AESX Pylaia   |
| 43  | Extremă dreapta | Zoi Amanatidou           | 24 octombrie 1998      | 1,62 m   | 3        | 0      | AEP Panorama  |
| 88  | Extremă stânga  | Paraskevi-Anna Karamanou | 12 iulie 2000          | 1,65 m   | 8        | 0      | GAS Kamatero  |

#### Banca tehnică
| Nume                 | Post               | Perioadă                |
| -------------------- | ------------------ | ----------------------- |
| Panagiotis Messinis  | Antrenor principal | septembrie 2019–prezent |
| Dimitrios Maslarinos | Antrenor secund    | septembrie 2019–prezent |

## Foști antrenori
| Nume             | Post               | Perioadă                  |
| ---------------- | ------------------ | ------------------------- |
| Socrates Vakalis | Antrenor principal | februarie 2012–iunie 2015 |